# Castello del Buonconsiglio
Das Castello del Buonconsiglio ist das bedeutendste profane Bauwerk des Trentino und steht auf einem Felsvorsprung im Nordosten der Altstadt von Trient. Das Castello ist ein mehrflügeliges denkmalgeschütztes Gebäude in Trient in der autonomen Region Trentino-Südtirol. Es war bis 1796 Bischofsresidenz der Trienter Fürstbischöfe. Heute beherbergt der Komplex aus Kalkstein ein kunsthistorisches Museum (Museo Provinciale d’Arte und Museo Storico), Räume für Wechselausstellungen, eine Gedenkstätte für italienische Irredentisten, einen Museumsshop und ein Restaurant. Vom Bergfried des Castellos hat man einen Blick auf die Altstadt von Trient, ins Etschtal und auf die umliegenden Berge.

## Geschichte

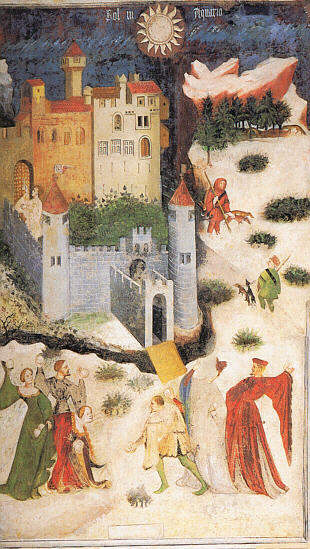
Fresko Januar aus dem Zyklus der Monate im Adlerturm

Das Castello del Buonconsiglio wurde im sogenannten deutschen Viertel im Nordosten der Altstadt von Trient auf einem Felsvorsprung erbaut. Um den heute noch existierenden, Mastio oder auch Augustus-Turm genannten Bergfried gruppieren sich die ältesten, auf das 12. Jahrhundert zurückgehenden Bauteile der mittelalterlichen Bischofsburg. Südlich und östlich daran anschließend entstand vom 13. bis zum 15. Jahrhundert das Castelvecchio genannte ältere Wohnschloss der Fürstbischöfe von Trient. Ursprünglicher Sitz der Bischöfe war jedoch der heutige Palazzo Pretorio neben der Kathedrale.
Berühmt ist das Castello de Buonconsiglio für die Fresken des Zyklus der Monate im Adlerturm von 1397.
1407 kam es in Trient zu einem Aufstand von Adeligen und Bürgern gegen Fürstbischof Georg von Liechtenstein (1390–1419). In der Folge weiteten sich die Unruhen im Land aus, es kam zu Bauernaufständen im ganzen Trentino. Die Zwangslage des Fürstbischofs nutzte Herzog Friedrich mit der leeren Tasche, der im Trentino einmarschierte und Georg von Liechtenstein aus Trient vertrieb. Nach diesen Ereignissen wurde das Castello del Buonconsiglio seit Fürstbischof Alexander von Masowien (1424–1444) nicht nur als Verteidigungsanlage für die Stadt Trient, sondern auch als Zwingburg gegen die Stadt ausgebaut. Der Falkenturm im Osten der Anlage wurde bereits um 1390 errichtet und wohl vor 1560 in seinem Inneren wahrscheinlich von Hans Bocksberger dem Älteren oder von Bartlmä Dill Riemenschneider mit reichen Fresken zum Thema Jagd geschmückt.
Für Jahrhunderte waren Trient und das Castello del Buonconsiglio wichtige Stationen von Reisen der Deutschen nach Italien oder von Italienern in den Norden. Albrecht Dürer besuchte auf seiner ersten Italienreise 1495 Trient und hielt das Aussehen des Castello del Buonconsiglio zu dieser Zeit künstlerisch fest.

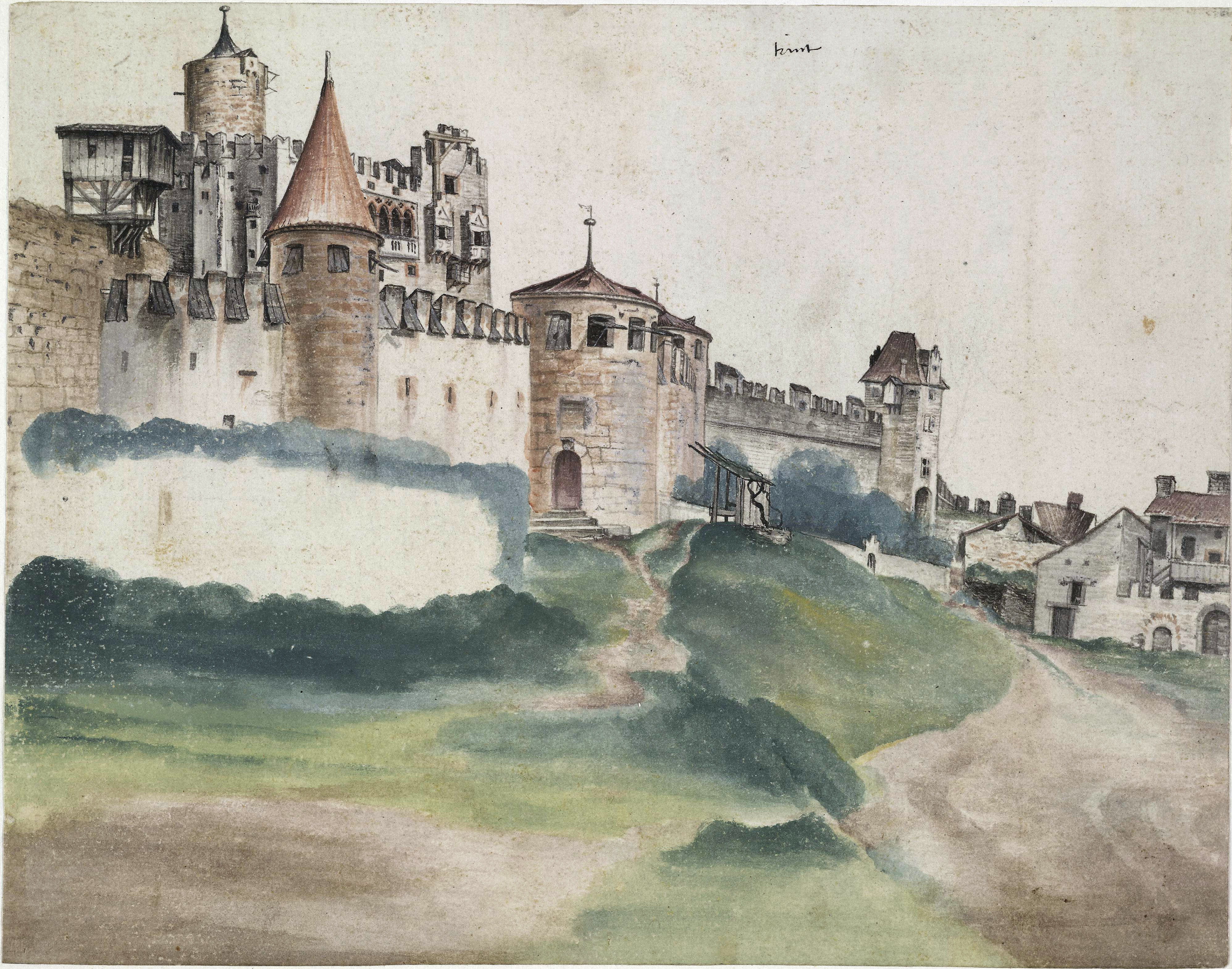
Albrecht Dürer Das Schloss von Trient (1495)

Die Kapelle des Castelvecchio mit ihren Fresken wurde unter Fürstbischof Johannes Hinderbach 1475 fertiggestellt. Er ließ 1484 eine Wasserleitung zur Versorgung der Residenz von den Quellen in den nahe gelegenen Bergen bis in den Arkadenhof des Castelvecchio legen. Im Februar 1508 hielt sich Kaiser Maximilian I. hier auf, als er in der Kathedrale San Vigilio  in Trient die Kaiserwürde annahm.

Fürstbischof und Kardinal Bernhard von Cles (1485–1539) ließ das Castello in Vorbereitung auf das Konzil von Trient wesentlich vergrößern. Es entstand der heute Magno Palazzo genannte Renaissancepalast, der sich östlich an den Castelvecchio anschließt. Von Cles ließ die Räume von zahlreichen Künstlern prachtvoll mit Stuckarbeiten und Wandmalereien ausgestalten. Unter anderen arbeiteten Dosso Dossi, Girolamo Romanino und Marcello Fogolino an diesem Bau. Der ganze Palast wird innen mit Fresken ausgestattet, die vornehmlich die politische Macht Bernhard von Cles, sowie seine Beziehungen zu den Habsburgern und seinen Sinn für Wissenschaften, Geschichte und Künste thematisieren. Immer wiederkehrendes Hauptthema ist die Unitas, die Einheit, deren Symbol viele Türen und Gemälde schmückt. Von 1530 bis 1532 entstand die kunsthistorisch bedeutende „Loggia des Romanino“ mit ihren Fresken und Arkaden und dem ihr vorgeschalteten Löwenhof (Cortile dei Leoni). Die Sala Grande im zweiten Obergeschoss entspricht dem Kaisersaal vieler fürstbischöflicher Residenzen im Heiligen Römischen Reich. Die Mauern wurden zur Stadt hin (!) mit vier Rondellen verstärkt, von denen heute noch drei vorhanden sind. 

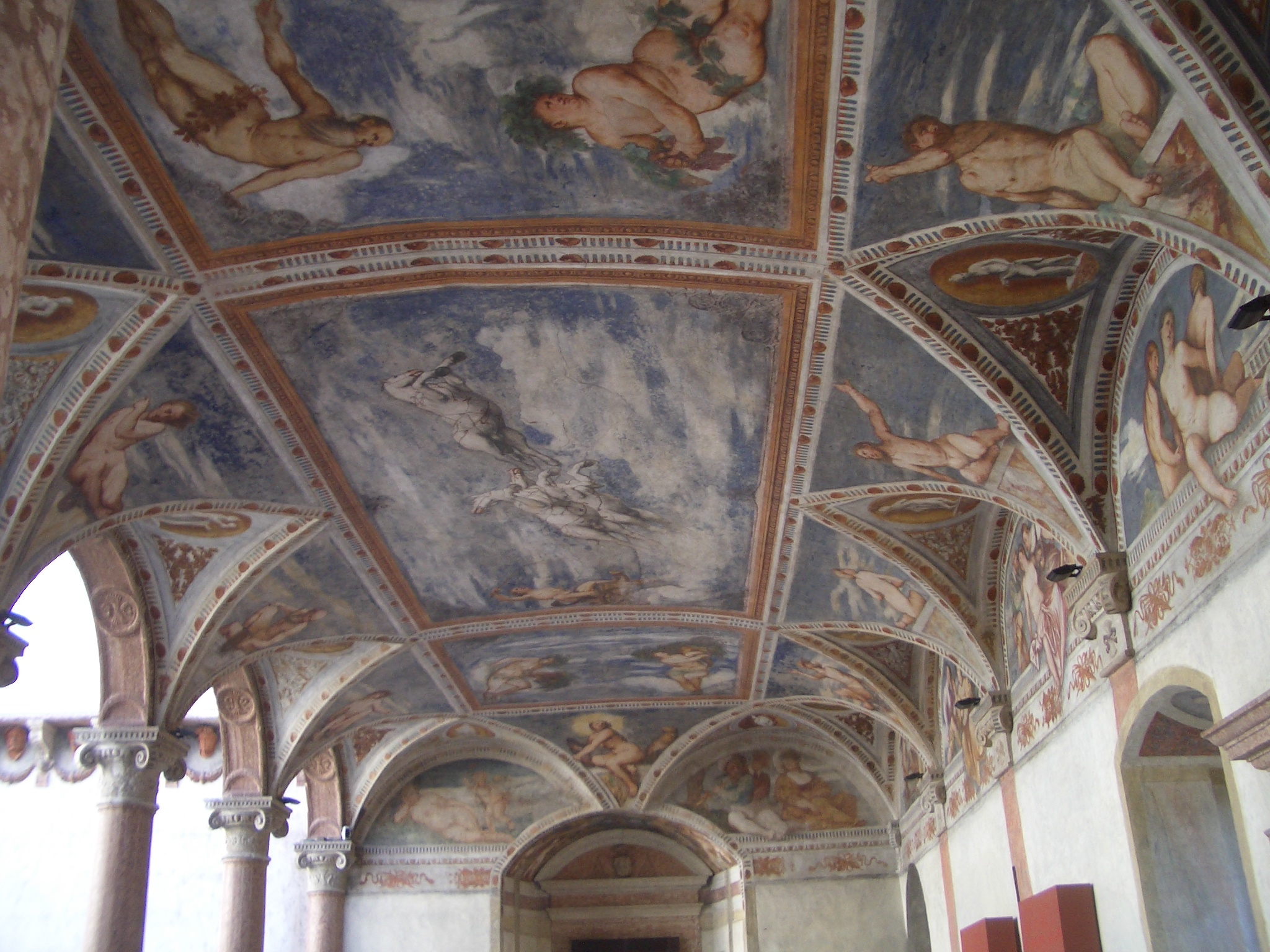
Sturz des Phaeton, Deckenfresko in der „Loggia des Romanino“

 Der wuchtige Baukörper der Giunta Albertiana wurde unter Fürstbischof Francesco Alberti di Poja (1677–1689) ab 1680 als Verbindung zwischen die beiden bestehenden Wohnbauten Castelvecchio und Magno Palazzo errichtet. Im 17. und 18. Jahrhundert wurden die Innenräume zu einem großen Teil in barockem Stil neu ausgeschmückt.
1796 besetzten französische Truppen im Ersten Koalitionskrieg die Stadt Trient und das Castello, das zu einer Kaserne umgewandelt wurde. Napoleon Bonaparte verbrachte 1796 einige Tage auf dem Schloss Buonconsiglio. Nach 1803 wurden Stadt und Schloss Teil des Habsburgerreiches bzw. des Kaisertums Österreich. Für die kommenden mehr als einhundert Jahre wurde die ehemalige fürstbischöfliche Residenz als Kaserne genutzt.
Von der zweiten Hälfte des 19. Jahrhunderts bis 1916 (1918) war im Castello del Buonconsiglio auch der Sitz des k.u.k. Oberkommandos der Festung Trient, zuletzt unter Festungskommandant und Generalmajor Franz Seraphin Edler von Steinhart untergebracht.
Während des Ersten Weltkrieges wurden Cesare Battisti, Fabio Filzi und Damiano Chiesa als Vertreter des italienischen Irredentismus 1916 im Castello del Buonconsiglio inhaftiert und nach ihrer Verurteilung wegen Hochverrats im nördlichen Graben hingerichtet. Am Ort ihrer Hinrichtung dem Fossa dei Martiri (deutsch: „Graben der Märtyrer“) erinnern Gedenksteine an dieses Ereignis.
Nach dem Ersten Weltkrieg fiel das Castello mit der Stadt Trient durch den Vertrag von Saint-Germain an das Königreich Italien. Seit 1919 war der italienische Staat Eigentümer der ehemaligen Residenz. Von 1920 bis 1933 fanden unter der Leitung von Giuseppe Gerola umfangreiche Restaurierungsarbeiten statt. Ziel dieser Arbeiten war es, die baulichen Veränderungen rückgängig zu machen, die insbesondere ab Ende des 18. Jahrhunderts durchgeführt worden waren, und den Zustand aus dem 16. Jahrhundert, mit Ausnahme der im 17. Jahrhundert errichteten Giunta Albertiana, wiederherzustellen. Insbesondere konzentrierte man sich bei der Restaurierung auf den Magno Palazzo, als Zeugnis der italienischen Renaissancebaukunst im Trentino, getragen auch von post irredentistischen Motiven. Im Jahr 1973 wurde das Bauwerk mit allen Kunstobjekten an die Autonome Provinz von Trient übergeben, im gleichen Jahr wurde das Museo Provinciale d’Arte (Landeskunstmuseum der autonomen Provinz Trient) eröffnet.

## Heutige Nutzung

### Museen – Museo Provinciale d’Arte und Museo Storico mit Pinakothek

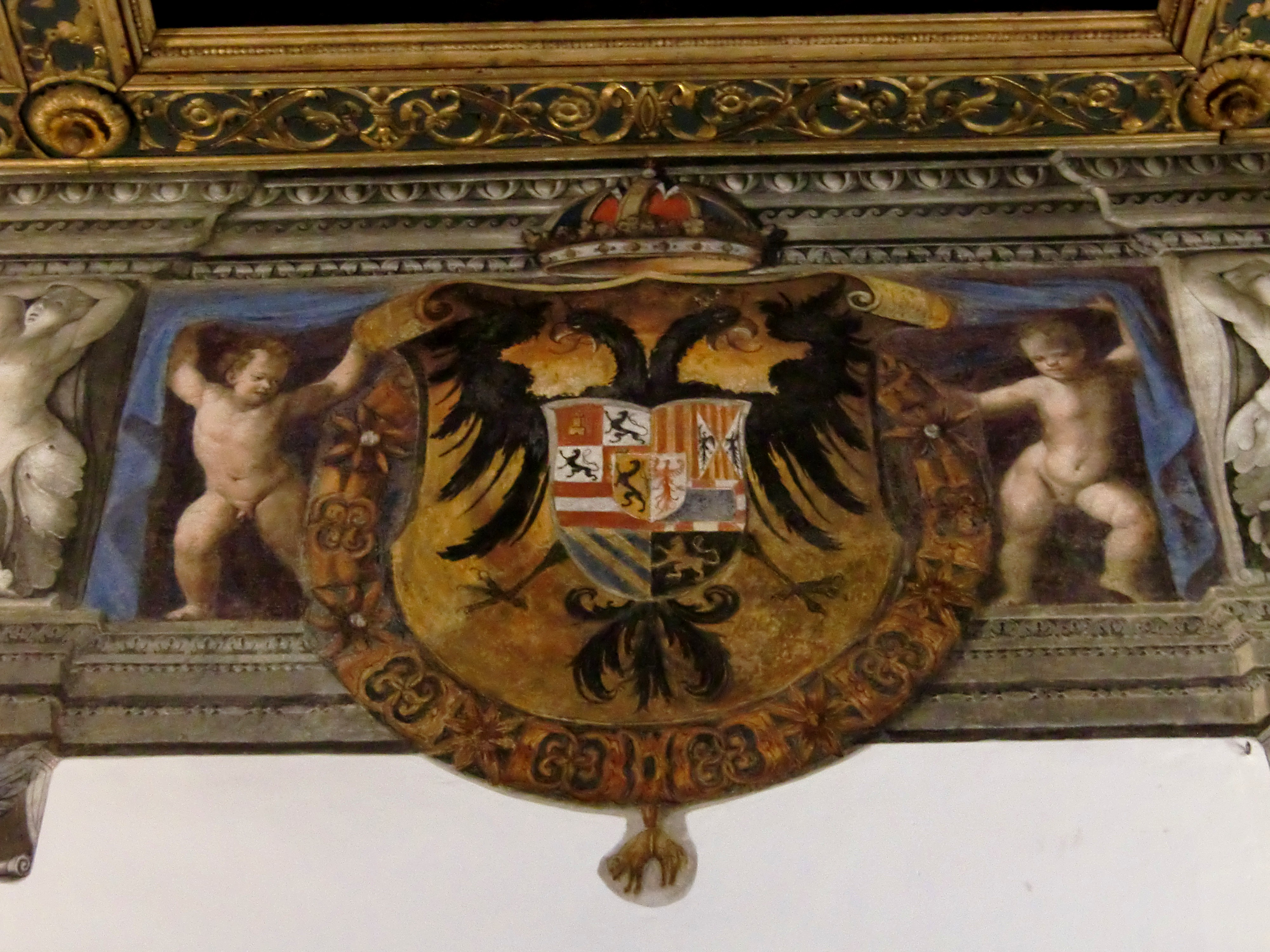
Wappen Kaiser Karls V. mit der Kette des Ordens vom Goldenen Vlies in der Sala Grande von Dosso Dossi, 1531

Die Schauräume des Museo Provinciale d’Arte und des Museo Storico beherbergen bemerkenswerte archäologische Sammlungen aus römischer Zeit und dem Mittelalter, zahlreiche Handschriften und frühe Drucke, ein Lapidarium, eine umfangreiche Münzsammlung und Plastiken aus Stein und Holz sowie eine Gemäldegalerie mit Werken des 16. bis 20. Jahrhunderts.
Das Museum präsentiert die sogenannte Tabula Clesiana, eine Bronzetafel aus dem 1. Jahrhundert nach Christus, die 1869 auf den „Campi Neri“ bei der Ortschaft Cles im Nonstal bei Erdarbeiten gefunden wurde. Auf ihr ist ein Erlass von Kaiser Claudius aus dem Jahr 46 festgehalten. Weiterhin werden hier die sechs Bände der Trienter Codices aufbewahrt. Die Pinakothek besitzt eine bemerkenswerte Sammlung von Grafiken, Zeichnungen und Gemälden des 15. bis 19. Jahrhunderts, darunter Werke von Jakob Seisenegger, Andrea Pozzo, Johann Baptist von Lampi und Rembrandt van Rijn.

### Ausstellungen
In unregelmäßigen Abständen finden Sonderausstellungen zu Themen aus Geschichte, Kunst und Religion statt. Von Oktober 2012 bis Januar 2013 stand der Maler Francesco Guardi im Zentrum einer Ausstellung.
Vom 5. Juli 2024 bis zum 13. Oktober 2024 findet im Castello del Buonconsiglio die Ausstellung "Dürer und die Anderen. Renaissance am Ufer der Etsch" statt, zu der bedeutende Originale Dürers aus verschiedenen Museen Europas nach Trient verliehen wurden, darunter die Anbetung der Könige aus den Uffizien in Florenz und das Gemälde "Der zwölfjährige Jesus unter den Schriftgelehrten" aus der Sammlung Thyssen-Bornemisza in Madrid.

### Bibliothek
Ein Nebengebäude beherbergt heute eine Bibliothek mit Lese- und Veranstaltungsräumen.

### Schlossgarten
Der Schlossgarten zwischen den Hauptgebäuden der Residenz und der westlichen Außenmauer ist ein Erholungsziel für Einheimische und Gäste der Stadt. Er wurde im 16. Jahrhundert unter Fürstbischof Bernhard von Cles angelegt und im 19. und 20. Jahrhundert mehrfach umgestaltet.

## Abbildungen

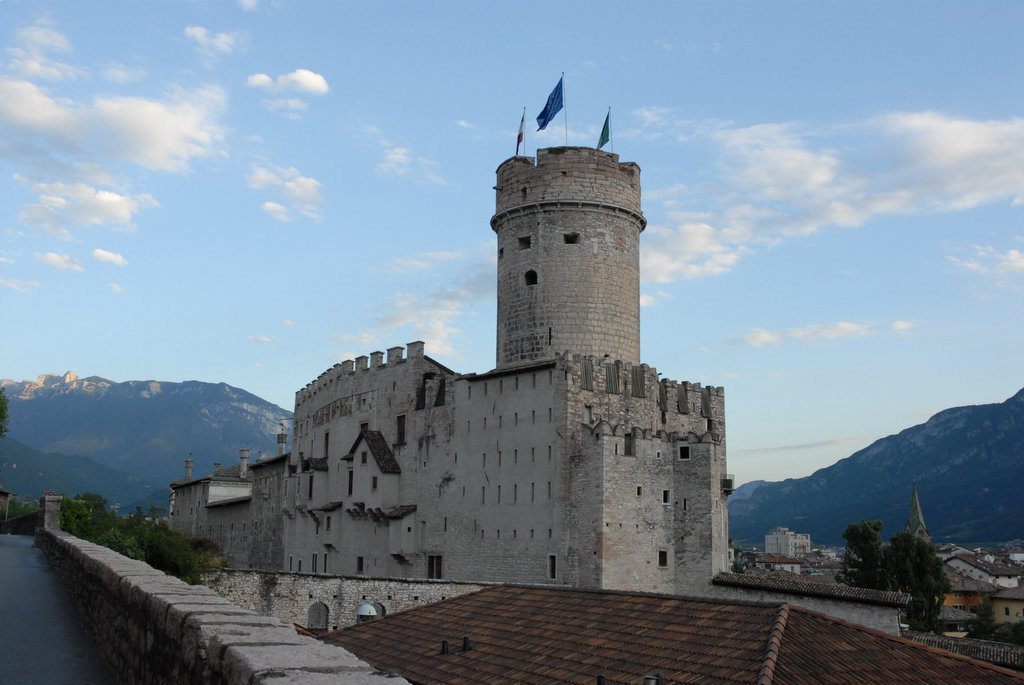
Castello del Buonconsiglio, ursprüngliche Burg
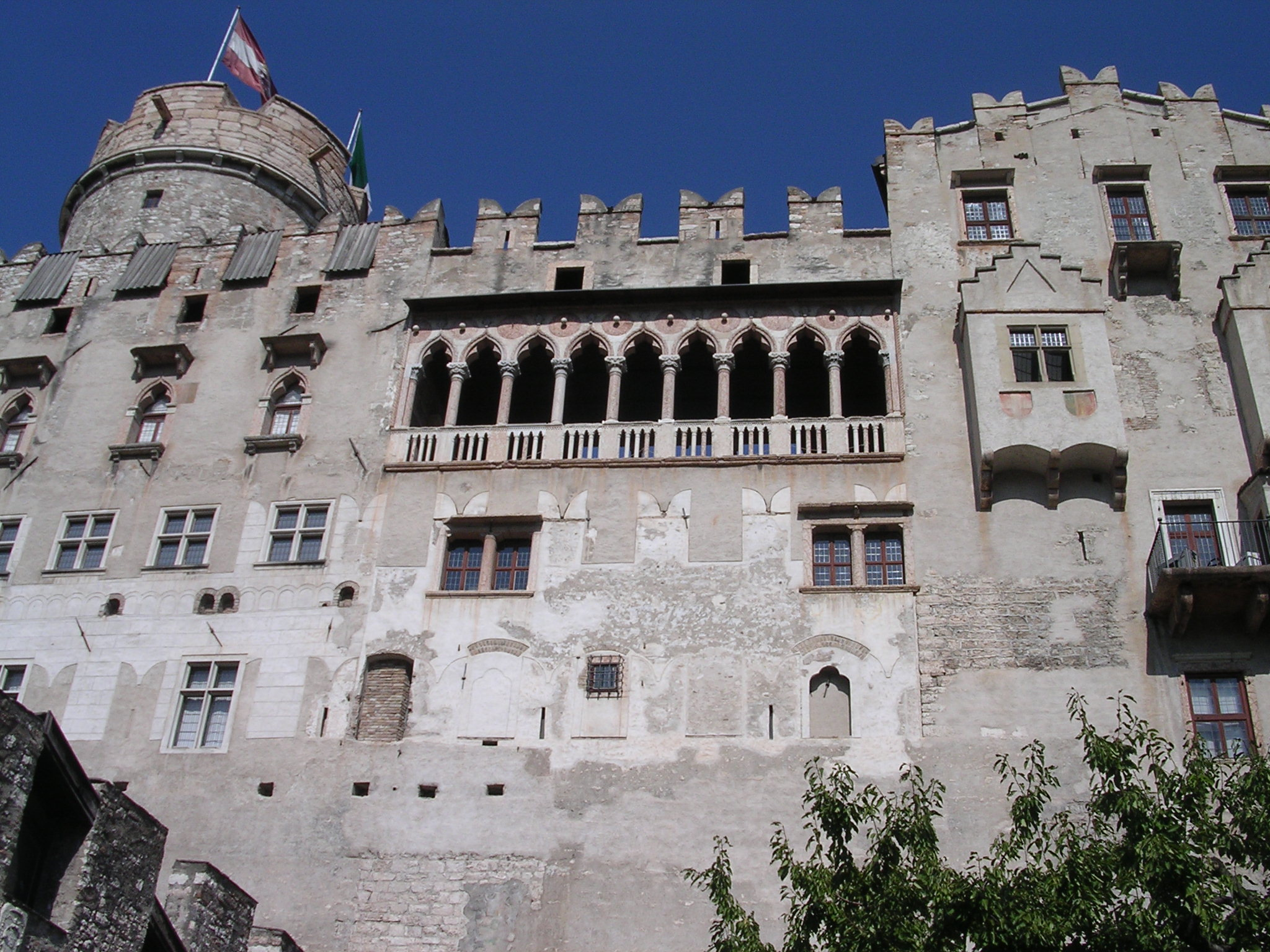
An der Fassade des Castelvecchio lassen sich mehrere Bauphasen ablesen. Besonders reizvoll erscheint die spätgotische Venezianische Loggia
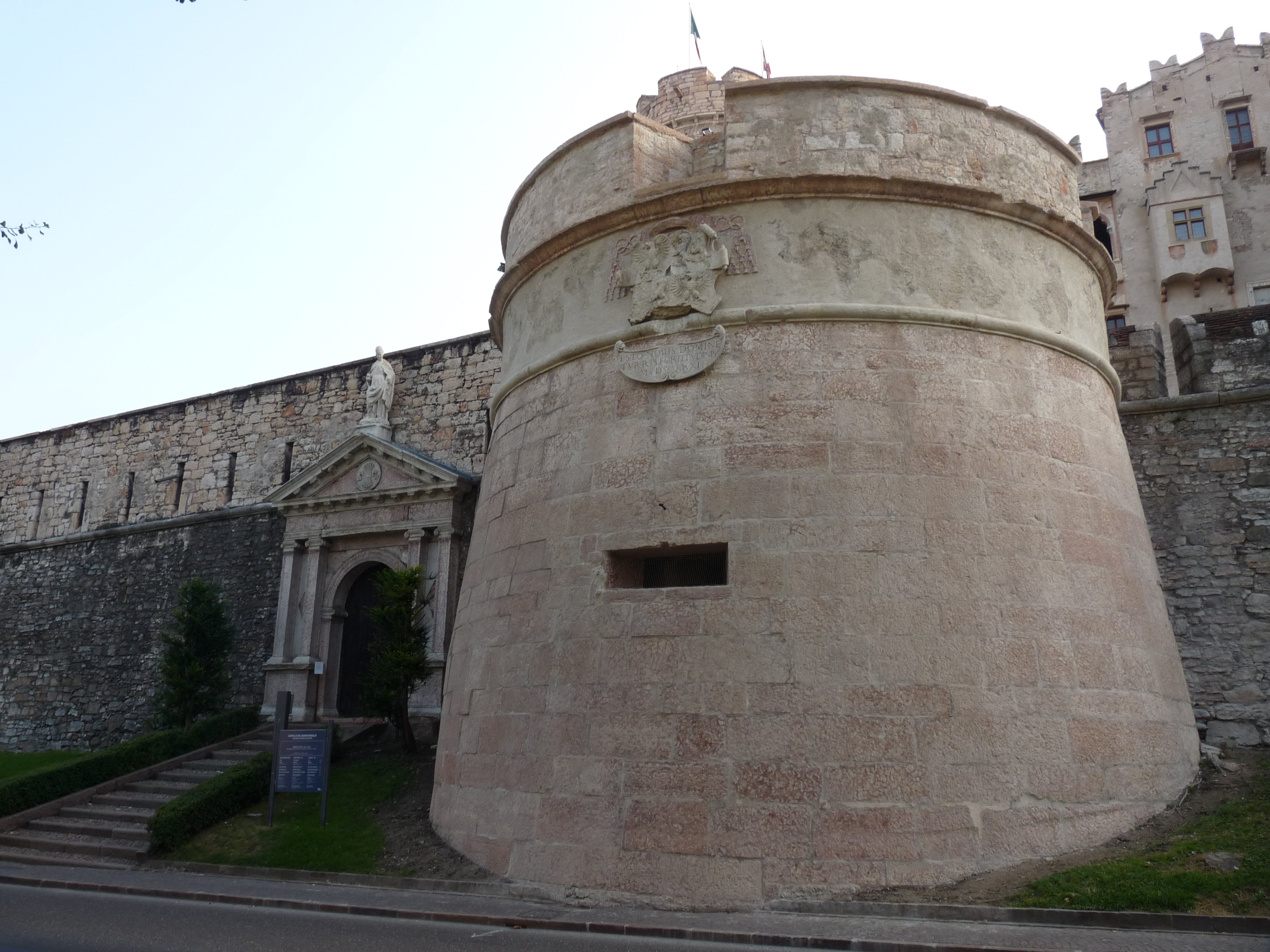
Rondell neben dem Tor Porta San Vigilio
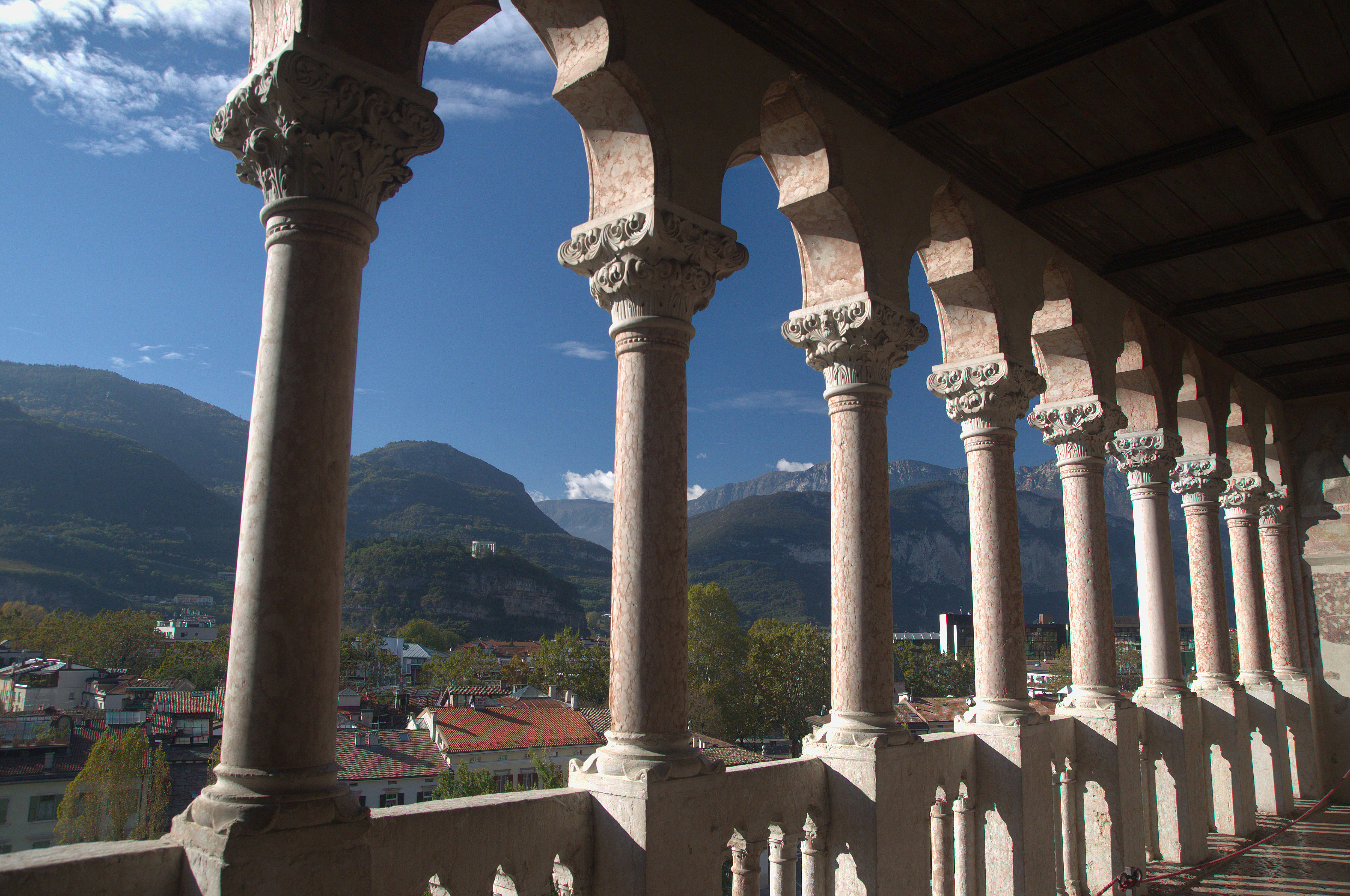
Venezianische Loggia
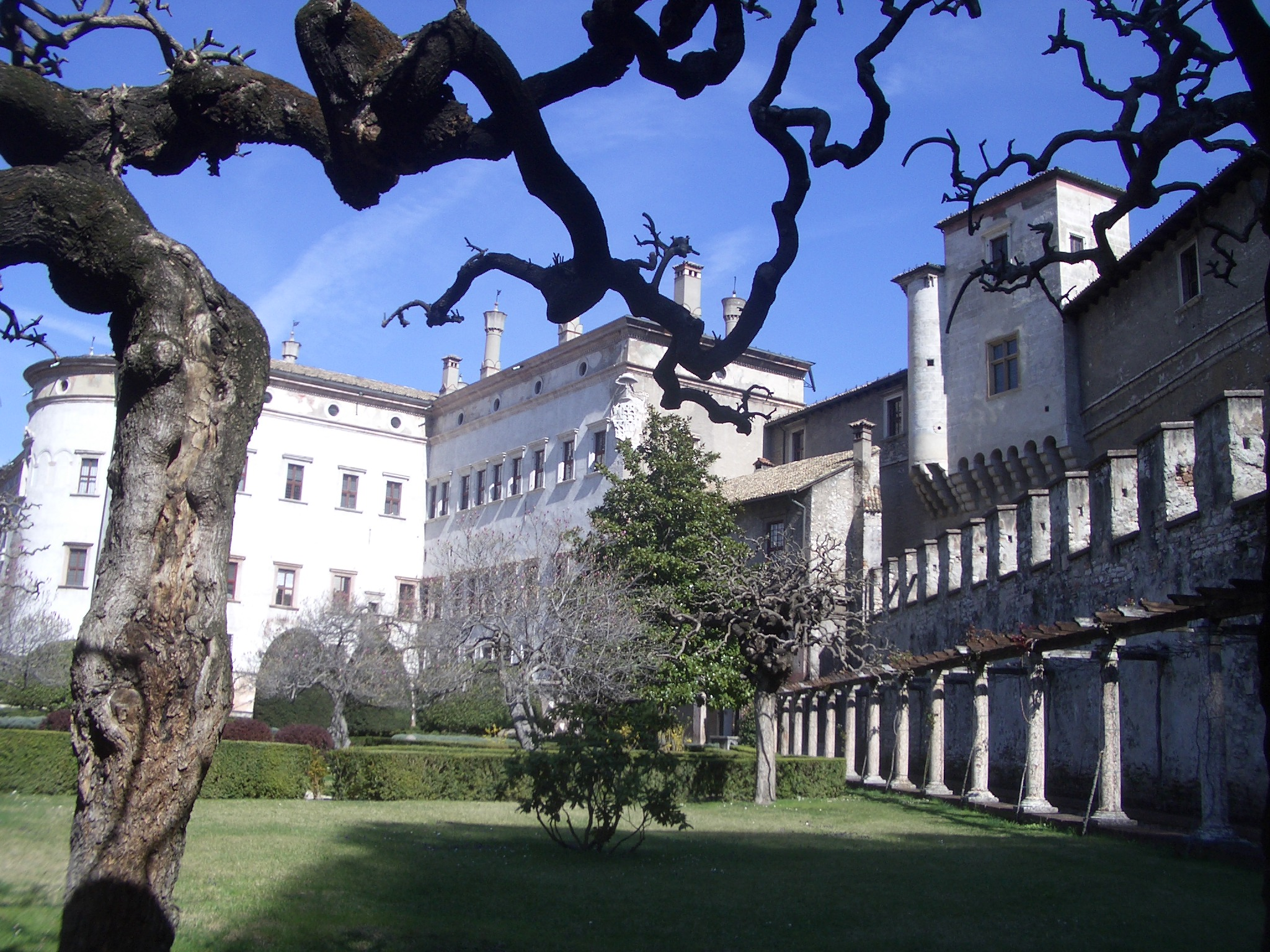
Schlossgarten
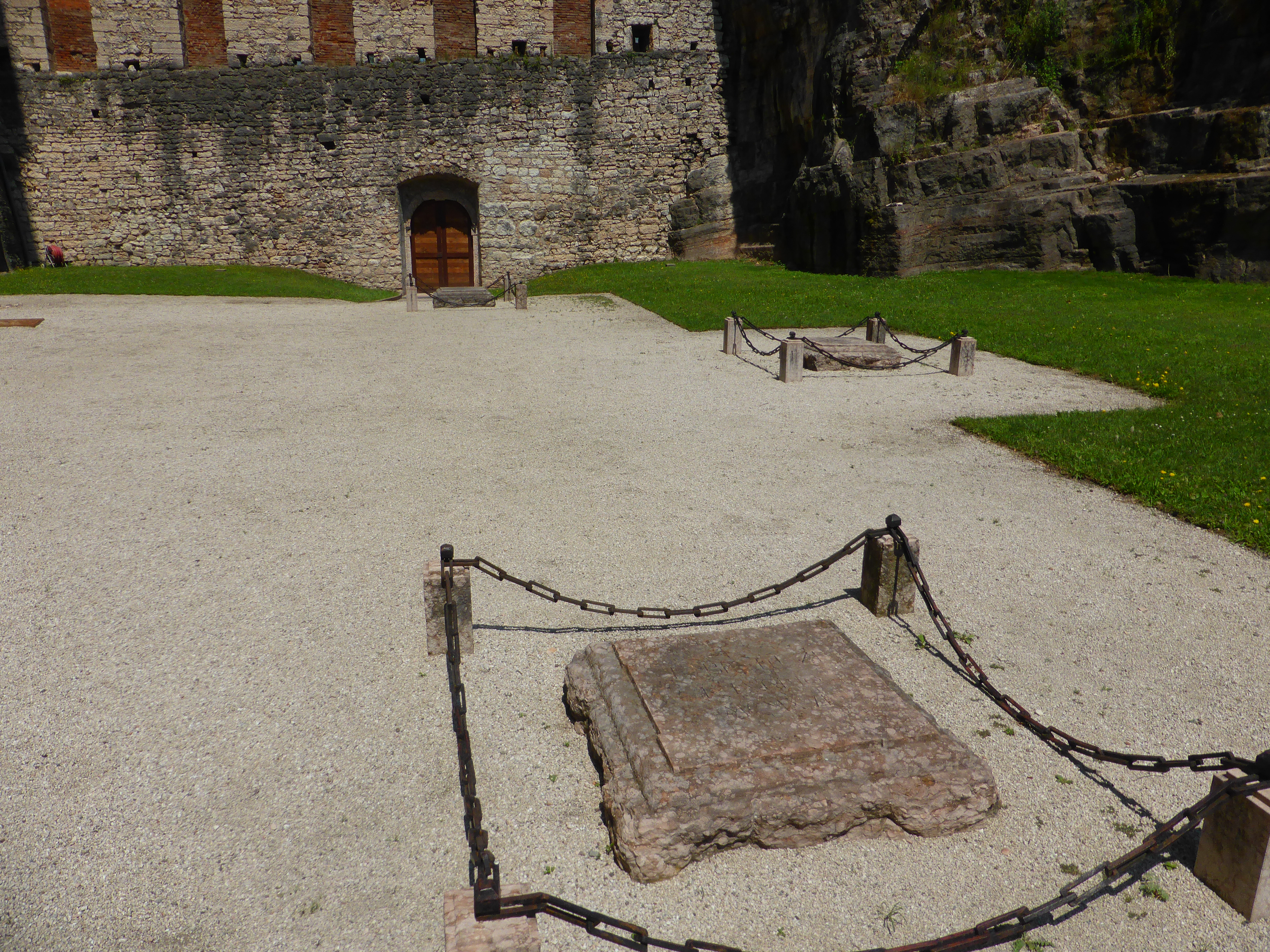
Gedenksteine an der Hinrichtungsstätte von Battisti, Filzi und Chiesa im Burggraben